# Santiniketan Park Association
La Santiniketan Park Association (Association du parc Santiniketan) surnommée La Famille, est une secte, originaire d’Australie, fondée par Anne Hamilton-Byrne, alors qu'elle se proclamait la réincarnation de Jésus.

## Histoire

### Origines
Dans le courant de l’année 1964, un physicien et écrivain britannique, le docteur Raynor Johnson, initie plusieurs réunions informelles, orientées vers des thématiques religieuses et philosophiques, présidées par Anne Hamilton-Byrne. Les rencontres se déroulent dans l’enceinte baptisée Santiniketan,, sise à Ferny Creek (en), en banlieue est de Melbourne, dans les monts Dandenong.
Les participants suivent ensuite une série de conférences hebdomadaires, au « Centre de formation pour adultes » de Melbourne, axés sur le fil conducteur : « le macrocosme et le microcosme ».
En 1968, le groupe acquiert une propriété qu’il nomme : « parc Santiniketan » et y construit une salle de réunion annexe, baptisée : « loge Santiniketan ».
L'association se compose de membres, dont la plupart proviennent de la classe moyenne ; il semble toutefois qu'un quart du groupe soit constitué de personnes issues du milieu médical (notamment des infirmières), nombre d’entre elles recrutées par l’entremise du Dr Raynor Johnson qui les oriente vers les cours de hatha yoga que dispense Anne Hamilton-Byrne,. Les membres du cercle vivent dans la banlieue de Melbourne, dans la région des monts Dandenong, ils se réunissent trois fois par semaine, chaque mardi, jeudi et dimanche soir ; les rencontres sont alternativement organisées dans différents espaces, dans l’enceinte de la « loge Santiniketan », dans la « villa Crowther », sise à Olinda ou dans une résidence annexe,  « la loge blanche ».

### Préceptes religieux
L’Association du parc Santinikean enseigne un mélange syncrétique de christianisme, d’hindouisme et d'autres sources orientales et occidentales diverses, axé sur le principe fondateur que les vérités spirituelles relèveraient de l’universalité. Les enfants sont astreints à étudier les principaux textes afférents aux religions susnommées, ainsi que d’autres écrits annexes, dont certains émanent de divers gourous en vogue : Sri Chinmoy, Meher Baba, Rajneesh, etc. Le cénacle justifie ses intermittences sous le prétexte d’appartenir à une élite : celle d’être la réincarnation des douze apôtres christiques.

### Anne Hamilton-Byrne
Anne Hamilton-Byrne a étudié le Siddha Yoga et reçu l’initiation dite shaktipat auprès du Swami Muktananda ; elle adopte le nom sanscrit de Ma Yoga Shakti.
De 1968 et 1975, Anne Hamilton-Byrne élève quatorze nourrissons et enfants en bas âge à Kia Lama, une propriété rurale, qualifiée de UPTOP (sic), sise à Taylor Bay, au bord du lac Eildon, non loin de la ville d’Eildon (en). Certains sont les enfants naturels des membres de la secte, d'autres sont le fruit d’adoptions irrégulières, arrangées par les avocats, médecins et travailleurs sociaux affiliés à la secte, et en mesure de contourner les processus légaux  en vigueur. L'identité des enfants a été sciemment modifiée, par le biais de faux certificats de naissance ; tous les enfants sont affublés du même nom de famille, « Hamilton-Byrne », habillés de façon identique, leurs cheveux teints du même blond uniforme.
Les enfants sont maintenus en isolement forcé : ils sont scolarisés à domicile, dans l’enceinte même de Kia Lama on leur fait croire qu’Anne Hamilton-Byrne est leur mère biologique ; on leur présente les autres adultes du groupe comme étant leurs « oncles » et « tantes ». Ils vivent reclus, voire en vase clos, coupés du monde extérieur, soumis à une discipline de fer, avec de fréquents châtiments corporels, et une privation systématique de nourriture.
Les enfants sont la plupart du temps abrutis par les neuroleptiques qui leur sont prescrits d’office : Anatensol, Diazepam, Haloperidol, Largactil, Mogadon, Seresta, Stelazine, Tegretol ou Tofranil. Aux prémices de l’adolescence, on les force à absorber du LSD, puis on les confine à l’isolement, dans une pièce obscure, dépourvue de lumière ; les seules visites qu’ils reçoivent sont celles d’Anne Hamilton-Byrne ou, alternativement, de l'un des psychiatres de la secte,.
De 1979 et 1981, elle invite quelques-uns des enfants à l’ashram de Swami Muktananda, à South Fallsburg (New York), dans les Catskill Mountains puis fait l’acquisition d’une propriété voisine pour établir sa doctrine aux États-Unis. Cependant, elle sera déçue par certains arcanes clés, liés aux concepts structurels, enseignements et pratiques de l'ashram ; elle encouragera ainsi d'autres aspirants à rompre tout lien formel avec le siddha-yoga.

### L'hôpital psychiatrique Newhaven
Vers la fin des années 1960, l'hôpital psychiatrique Newhaven de Kew qui appartient à une institution privée est géré par Marion Villimek, membre de « Santiniketan » comme une grande partie du personnel médical – dont des psychiatres,,.
À Newhaven, un grand nombre de patients est traité avec des drogues hallucinogènes, dérivées du LSD. L'hôpital s’évertue à recruter de nouveaux membres  parmi les patients par les psychiatres affiliés à la secte « Santiniketan » ; y figurent, entre autres le Dr John Mackay et le Dr Howard Whitaker. À la fin des années 1960, l'un des membres fondateurs de l'Association administre du LSD à certains patients et leur impose diverses formes de thérapies par électrochocs et leur fait également subir deux lobotomies et leucotomies.
Bien que l'hôpital psychiatrique ait été fermé en 1992, une nouvelle enquête est ordonnée au cours de la même année, pour élucider les circonstances du décès suspect, en 1975, d’un patient traité à l’hôpital Newhaven ; de nouveaux éléments laisseraient penser que sa mort pourrait avoir eu comme cause les effets secondaires d' un coma artificiel. L'enquête recueille des témoignages liés à l’administration d’électrochocs, au recours au LSD, ainsi que d'autres pratiques en cours à Newhaven ; toutefois, « Aucune preuve – permettant d’attester de quelconques pratiques liées à l’induction délibérée d’un coma artificiel – n’a pu être relevée par les enquêteurs ».
L’hôpital de Newhaven rouvre plus tard, mais en qualité de "maison de repos".

### Intervention des forces de l’ordre
Le 14 août 1987, un raid policier a lieu au centre Kia Lama afin de procéder à la libération des enfants encore séquestrés,.
Les six années suivantes, Anne Hamilton-Byrne et son mari William partent vivre en exil, loin de l'Australie.
Une enquête internationale – conjointement menée par l'Australie, les États-Unis, et le Royaume-Uni – aboutit, en juin 1993, à leurs arrestations respectives, grâce à la collaboration du FBI ; ils sont interpellés aux États-Unis dans une ville située non loin de South Fallsburg, dans les Catskills.
Ils sont dès lors extradés vers l’Australie, puis accusés de complot, fraude et parjure, pour les enregistrements frauduleux de trois naissances consignées – par leurs entremises tutélaires – dans les registres d’état-civil australiens. Elizabeth Whitaker (épouse du médecin psychiatre Howard Whitaker) est leur codéfenderesse. Les Hamilton-Byrne plaident coupable pour le seul chef d’inculpation de fausses déclarations de naissance ; ils sont condamnés à payer une indemnité de 5 000 AUD à chacune des victimes ; les poursuites contre le Dr Whitaker sont abandonnées. Quant au mari de la fondatrice de La Famille, il écope d’une amende symbolique,,.

## Témoignages

### Mémoires d’une rescapée
Quelques enfants avaient réussi à s'échapper, telle Sarah Hamilton-Byrne, une des filles « adoptives » d’Anne Hamilton-Byrne ; Sarah a fait le récit de son enfance houleuse ; elle y affirme que les enfants ont été « volés » à leur naissance. Elle prétend que sa mère biologique serait venue se délester d'un bébé, puis que des membres de l'establishment médical de Melbourne et de Geelong avaient pris part à une manipulation, déclarant aux accouchées que leurs bébés n’avaient pas survécu à leur naissance, alors qu'en réalité, ils avaient été enlevés à dessein pour être secrètement confiés « aux bons soins » d’Anne Hamilton-Byrne.

### Témoignage de Julian Assange
En 2010, Julian Assange a révélé que sa mère – alors qu'il était âgé de 8 ans – avait été mariée à un membre de la Santiniketan Park Association.
12 décembre 2010 : au cours d’une émission hebdomadaire – « Mise au Point » – diffusée par la Télévision suisse romande, Julian Assange évoque son enfance, ainsi que les constantes pérégrinations qui l’ont amené – lui-même, sa mère et son demi-frère – à devoir fuir ce qu’il appelle : « La secte d’Anne Hamilton-Byrne, ».

## Dans la fiction
Le roman In the Clearing de l'auteur néo-zélandais J.P. Pomare, publié en 2019 est inspiré de l'histoire de la secte.
La série australienne The Clearing réalisée par Jeffrey Walker et Gracie Otto,, sortie en 2023, est l'adaptation du roman de J.P. Pomare.